# Madison Beer
Madison Elle Beer (n. 5 martie 1999, Jericho⁠(d), Nassau County, New York, SUA) este o cântăreață americană de origine evreiască. Beer a început să posteze coveruri la piese pe contul ei de Youtube din anul 2012, ajungând celebră după ce Justin Bieber a postat pe Twitter un link către un cover de-al ei. În 2013 și-a lansat single-ul de debut, intitulat Melodies. 
În anul 2018, Beer și-a lansat primul EP, intitulat As She Pleases, iar în anul 2021 și-a lansat primul album, intitulat Life Support. Melodia Selfish din cadrul acestui album a ajuns celebră pe aplicația TikTok, ducând la certificarea Gold a melodiei din partea Recording Industry Association of America.
Pe lângă cariera ei solo, Beer face parte și din formația virtuală K/DA. A apărut și în emisiuni TV, cum ar fi Todrick (2015) sau RuPaul's Drag Race (2020), precum și în filmul Louder Than Words (2013).

## Viață personală
Beer a recunoscut într-un livestream postat pe aplicația TikTok în martie 2020 că este bisexuală și că a avut în trecut un partener de sex feminin.
Beer a fost împreună cu Jack Gilinsky din formația Jack & Jack din 2015 până în 2017,  iar apoi o scurtă relație cu Brooklyn Beckham, băiatul fotbalistului David Beckham. Între 2017 și 2019 a fost cu Zack Bia.
Beer a avut probleme mentale în trecut, discutând despre ele și în melodia Dear Society. La un moment dat a fost diagnosticată cu tulburare de personalitate borderline.